# Hemicentetes
Hemicentetes es un género de mamíferos afrosorícidos de la familia Tenrecidae conocidos vulgarmente como tenrecs rayados. Son propios de Madagascar.

## Especies
Se han descrito las siguientes especies:
- Hemicentetes nigriceps
- Hemicentetes semispinosus